# С. Агрик. Есп. де Прод. де Папа, Ла Папера (Аоме)
С. Агрик. Есп. де Прод. де Папа, Ла Папера (шп. S. Agríc. Esp. de Prod. de Papa, La Papera) насеље је у Мексику у савезној држави Синалоа у општини Аоме. Насеље се налази на надморској висини од 10 м.

## Становништво
Према подацима из 2005. године у насељу је живело 5 становника.

### Хронологија
| Година       | 2000 | 2005 |
| ------------ | ---- | ---- |
| Становништво | 11   | 5    |

### Попис
| # | Индикатор                        | Вредност |
| - | -------------------------------- | -------- |
| 1 | Укупно појединачних домаћинстава | 1        |